# Qada Diwaniya
Qada Diwaniya är ett distrikt i Irak.   Det ligger i provinsen Al-Qadisiyya, i den centrala delen av landet, 160 km söder om huvudstaden Bagdad.
Följande samhällen finns i Qada Diwaniya:
- Ad Dīwānīyah